# 128 TCN
Năm 128 TCN là một năm trong lịch Julius. 